# 三重県道559号菰野停車場線
三重県道559号菰野停車場線（みえけんどう559ごう こものていしゃじょうせん）は、三重県三重郡菰野町を通る一般県道である。

## 概要
近鉄湯の山線 菰野駅前からに至る。
近鉄湯の山線 菰野駅と国道477号を結ぶ「駅前通り」の道である。

### 路線データ
- 起点：三重郡菰野町大字菰野（字辰己野1003の1番地先[2]：近鉄湯の山線 菰野駅前）
- 終点：三重郡菰野町大字菰野（字旭野1039の3番地先 [2]：菰野駅口交差点、国道477号交点、三重県道14号菰野東員線起点）
- 総延長：226 m

## 歴史
- 1959年（昭和34年）1月25日 - 三重県道の指定を受ける[1]。当時の区間は「菰野停車場から主要地方道津彦根線交点まで」であった[1]。その後、1970年（昭和45年）に主要地方道津彦根線は国道306号に昇格するが、路線認定上の終点の位置は長く修正されなかった。
- 2007年（平成19年）3月30日 - 「一般国道三百六号交点」までに変更された[3]。

## 地理

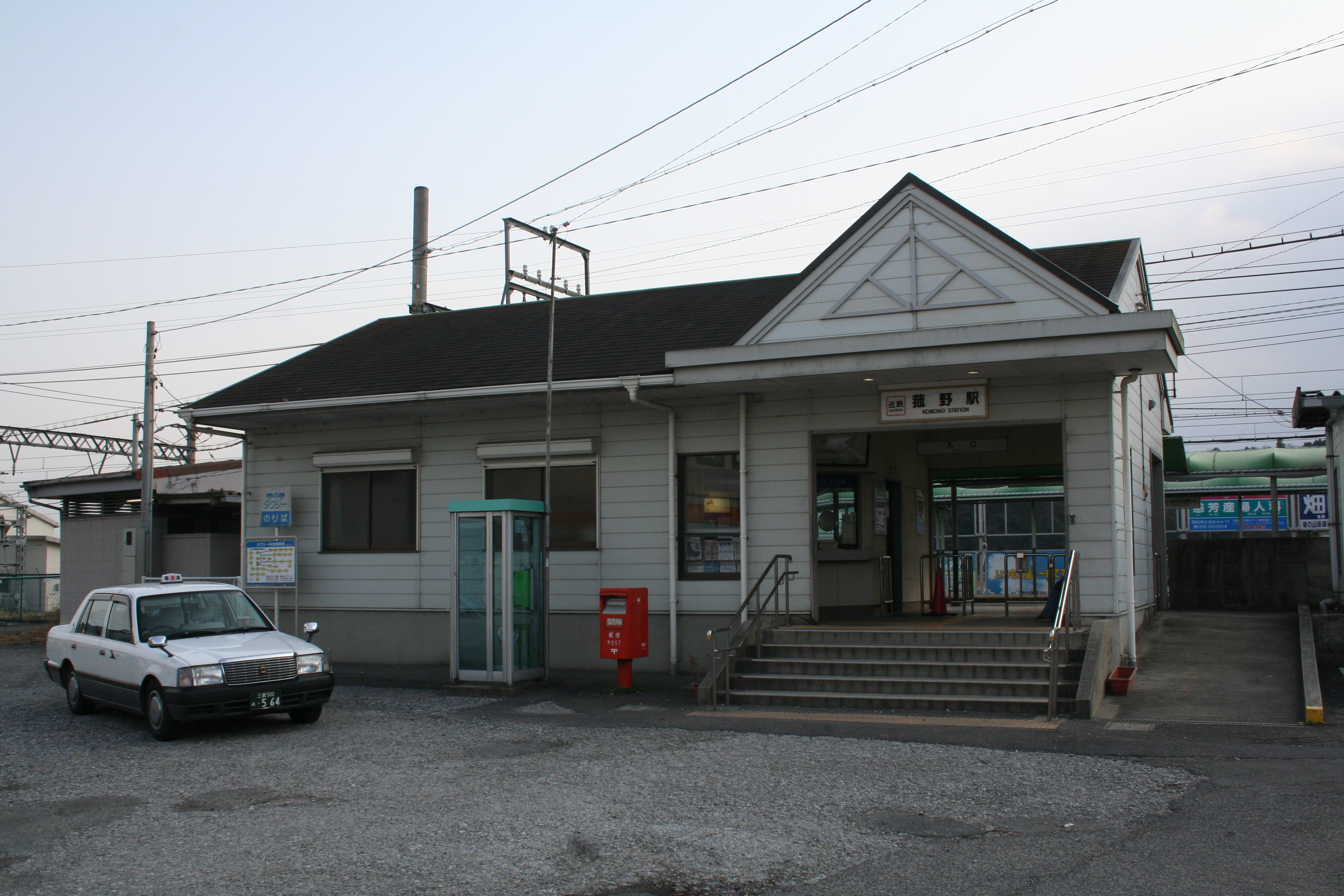
起点の近鉄湯の山線 菰野駅

近鉄湯の山線 菰野駅前から北に直進し、途中で直角に曲がり、国道477号との交点で終点となる。なお、三重郡菰野町の「都市計画マスタープラン」には一直線化の方針が示されているが、国道477号接続箇所の安全性の問題から具体的には進んでいない。

### 通過する自治体
- 三重郡菰野町

### 交差する道路
| 交差する道路                                            | 交差する場所 | 交差する場所          |
| ------------------------------------------------------- | ------------ | --------------------- |
| 国道477号 / 巡見街道・湯の山街道 三重県道14号菰野東員線 | 大字菰野     | 菰野駅口交差点 / 終点 |

### 沿線
- 近鉄湯の山線 菰野駅